# تيري مور (مغني أوبرا)
تيري مور هو مغني أوبرا كندي، ولد في 1936، وتوفي في 24 سبتمبر 2018.